# Mataderos
Mataderos é um bairro da cidade de Buenos Aires, capital da Argentina.
É famoso pela sua Feira de Mataderos, tradicional ponto turístico do bairro.
Há um time de futebol sediado no local, o Club Atlético Nueva Chicago. Ele passou duas temporadas na primeira divisão da Argentina durante a década de 1980.

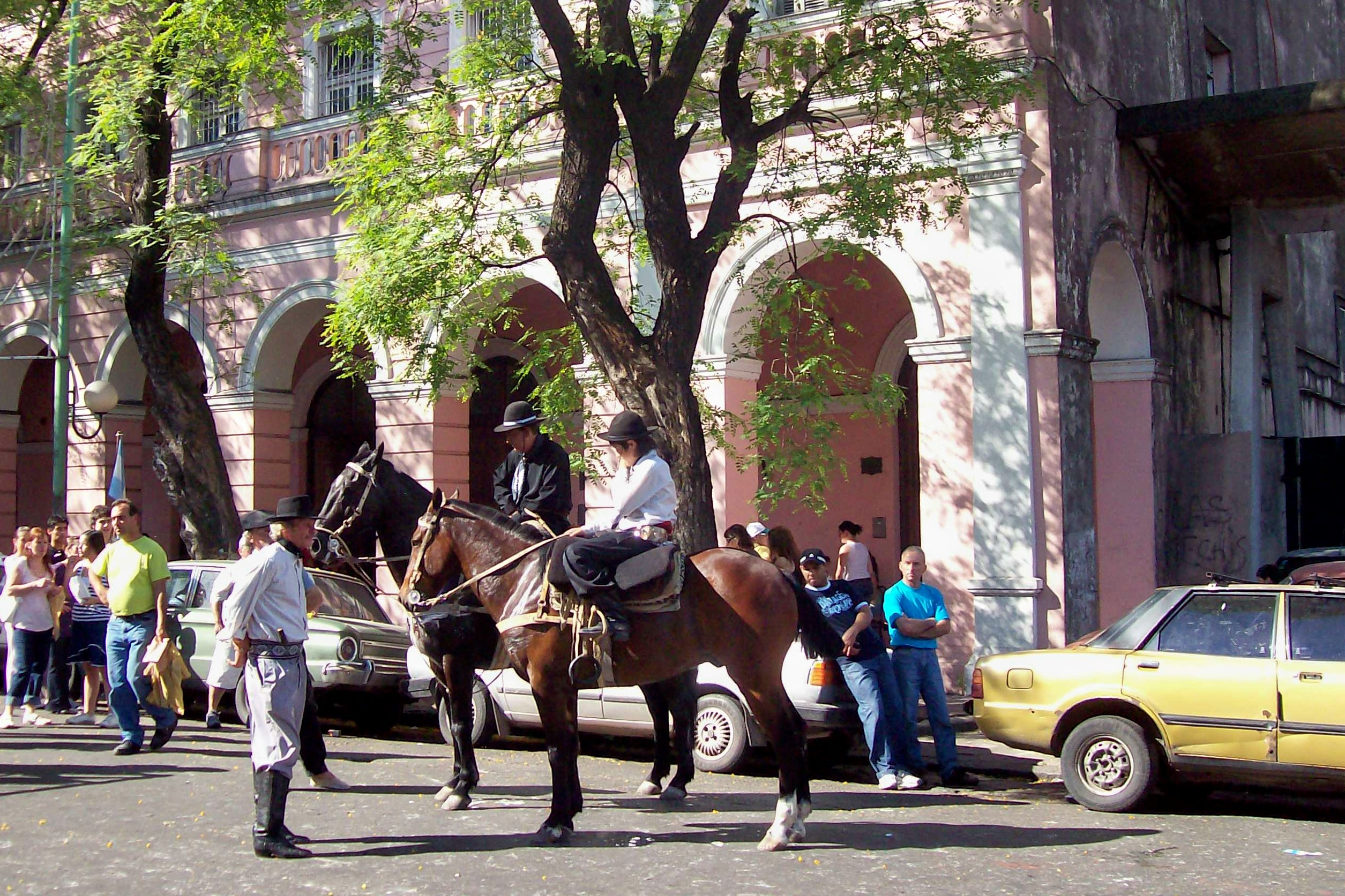
Gaúchos na feira de Mataderos